# Robert Goter
Robert Goter, slovenski harmonikar, * 1. april 1976, Slovenj Gradec
Ima svojo šolo diatonične harmonike.

## Mladost in šolanje
Rodil se je Viliju in Mariji. Prvih 6 let življenja je preživel v Velenju. Obiskoval je gimnazijo v Velenju. Diplomiral je leta 2016 na Ekonomsko-poslovni fakulteti v Mariboru.

## Učenje harmonike
Ko se je z mamo preselil v Šentilj, je v 2. razredu osnovne šole od očima Martina v dar dobil svojo prvo harmoniko. Kot mladi godec je nastopal v okoliških krajih na raznih prireditvah. Učil se je pri Zdravku Dolinšku in Slavku Kovšetu, kasneje pri Francu Zemetu in nazadnje pri Branetu Klavžarju.
Njegovi vzorniki so bili Franc Mihelič, Slavko Avsenik, Brane Klavžar in Zoran Lupinc.

## Harmonikarska tekmovanja
Leta 1993 je osvojil srebrno plaketo Ljubečne, v naslednjih 2 letih osvojil pa še 2 zlati. Leta 1994 je postal tudi zmagovalec Ljubečne po izboru občinstva. Leta 1997 je zmagal v oddaji Po domače na RTV SLO voditelja Jožeta Galiča. Goter je takrat za prvo nagrado dobil novo harmoniko znamke Rutar. V istem letu je osvojil še 1. mesto na evropskem prvenstvu, ki se je odvijalo v Attimisu. Leta 1999 se je prijavil na svetovno prvenstvo, ki se je odvijalo v mestu Monsano pri Anconi v Italiji in osvojil naslov absolutnega svetovnega prvaka v igranju na diatonično harmoniko.

## Zasebno
Bil je poročen z Nino Stropnik, eno od zmagovalk Miss Hawaiian Tropic Slovenije 2006. Z njo ima dva otroka.